# Nemathelminthes
Némathelminthes
Embranchement
Les Némathelminthes (appelés couramment « vers ronds ») sont des eumétazoaires triploblastiques pseudocœlomates, regroupant les Nématodes, les Nématomorphes, les Priapuliens, Loricifères et Kinorhynques. Placés aujourd'hui[Depuis quand ?] au sein des Protostomiens ecdysozoaires, les Nématodes y sont plus proches des Nématomorphes et, avec eux, sans doute plus des Panarthropodes que des trois autres phyla regroupés au sein des Céphalorhynques ou Scalidophores[réf. nécessaire].
Leur cavité cœlomique est dérivée du blastocèle. Les némathelminthes ont un tube digestif simple, rectiligne, comprenant une bouche (souvent avec des crochets), un pharynx, un œsophage, un intestin et un anus ventral (pas de glandes digestives). Leur système nerveux se limite à un anneau périœsophagien et à deux cordons nerveux : un ventral et un dorsal.Le système excréteur est le plus souvent protonéphridien. Ils sont gonochoriques, la femelle étant généralement plus grosse que le mâle, et le mâle étant reconnaissable à un organe de copulation à son extrémité postérieure. Les vers ronds sont protégés par une cuticule (souple mais très résistante, formée d'une substance proche de la kératine), et leur croissance se fait donc par des mues successives. Leur respiration est cutanée et ils sont dépourvus de systèmes circulatoire et respiratoire. Ils ont aussi quelques jambes mais ils n’ont pas assez de muscles pour les utiliser.
Certaines espèces de némathelminthes sont des parasites, comme Ascaris (monoxène), Dracunculus ou Onchocerca (hétéroxènes).

## Liste des classes et sous-classes
- Classe des Adenophorea Linstow, 1905
  - Sous-classe des Enoplia Pearse, 1942
  - Sous-classe des Chromadoria Inglis, 1983
- Classe des Secernentea (von Linstow, 1905) Dougherty, 1958
  - Sous-classe des Rhabditia
  - Sous-classe des Spiruria
  - Sous-classe des Diplogasteria